# Český teplokrevník
Český teplokrevník je plemeno jezdeckých koní. Byl cíleně vyšlechtěn, aby byl spolehlivým, vyrovnaným a dobře ovladatelným partnerem každého jezdce.

## Historie
Český teplokrevník je vlastně směsicí různých středoevropských teplokrevných plemen, přičemž důraz je u něj kladen hlavně na jezdectví. Kromě koní z českých a slovenských chovů se na utváření českého teplokrevníka podílely anglické polokrevné kmeny Nonius, Furioso, Gidran a Przedswit. Došlo i na osvěžení krve, svůj vliv měl i shagya arab. Kvůli pestrému původu nemá český teplokrevník žádný ustálený typ. Chovným cílem je ušlechtilý, korektní a lehce jezditelný kůň, vhodný pro všechny jezdecké sportovní disciplíny i rekreaci v sedle. Pro tyto účely by měl mít kůň dobrou stavbu těla a výbornou mechaniku pohybu.
V dnešní době jsou čeští teplokrevníci převážně jezdeckými partnery začínajících jezdců v jezdeckých školách nebo nenáročných sportovců. Jde o učenlivého a výkonného koně. V současné době se plemeno vyvíjí v rámci šlechtického programu Svazu chovatelů českého teplokrevníka, který byl založen v roce 2001.

### Moravský teplokrevník
K českému teplokrevníkovi měl blízko moravský teplokrevník, který však byl od počátku o něco lehčí. Na jeho vzniku se podílely stejné kmeny, pro zvětšení rámce byl použit také oldenburský kůň. Později se začali do chovu zařazovat i angličtí plnokrevníci a nakonec z více než 50 % český teplokrevník, takže v závěru došlo ke splynutí obou plemen. Od roku 2004 je toto plemeno však znovu samostatné.

## Popis
Typická tělesná stavba českého teplokrevníka zahrnuje větší tělesný, ale harmonický obdélníkový rámec a proměnlivou mechaniku pohybu. Kohoutková výška se pohybuje mezi 165 až 175 cm, hmotnost kolem 600 kg. Hlava českého teplokrevníka je ušlechtilá, krk štíhlý, trup široce nasazený a mohutně stavěný. Hřbet má delší, rovný a široký, hrudník hluboký. Bérce (holenní a lýtková kost) jsou mohutně osvalené, v souladu s robustnějším trupem. Hlezna jsou dobře utvářená. Kopyta jsou vůči statnému tělu poměrně malá. Český teplokrevník se nejčastěji vyskytuje v barvách hnědák nebo ryzák, vzácněji vraník, bělouš či plavák.

## Koně Kinských
Koně Kinských jsou někdy popisováni také jako zlatí koně z Čech: Zpravidla mají zlatavou srst s bílou nebo černou hřívou, jsou to tedy izabely anebo plaváci různých odstínů. Plemeno je spojeno se starým hraběcím rodem Kinských, kteří chovali koně pro vojenské účely. Jejich žluťáci se také skvěle osvědčili jako koně pro steeplechase. Dnes patří mezi oblíbené všestranné koně pro sport i hobby ježdění.